# 基
化学において基（き、英: group、radical）は、その指し示すものは原子の集合体であるが、具体的には複数の異なる概念に対応付けられているため、どの概念を指すものかは文脈に依存して判断される。
分子中に任意の境界を設定すると、原子が相互に共有結合で連結された部分構造を定義することができる。これは、基（または原子団）と呼ばれ、個々の原子団は「～基」（「メチル基」など）と命名される。
| 用語                   | 指し示す概念の変遷 | 指し示す概念の変遷 | 指し示す概念の変遷 | 指し示す概念の変遷 | 指し示す概念の変遷 |
| ---------------------- | ------------------ | ------------------ | ------------------ | ------------------ | ------------------ |
| radical                | 原子団             | →                  | 原子団／ラジカル   | →                  | ラジカル           |
| - radical（名称）      | 原子団             | →                  | 原子団／ラジカル   | →                  | ラジカル           |
| group                  |                    |                    |                    |                    | 原子団             |
| - group（名称）        |                    |                    |                    |                    | 原子団             |
| 「基」                 |                    |                    | 原子団／ラジカル   | →                  | 原子団             |
| 「～基」（名称）       |                    |                    | 原子団／ラジカル   | →                  | 原子団             |
| 「ラジカル」           |                    |                    |                    |                    | ラジカル           |
| 「～ラジカル」（名称） |                    |                    |                    |                    | ラジカル           |

「基」という語は、上に述べた原子団を指す場合と、遊離基（またはラジカル）を意味する場合がある。後者の用語法については後述の項で軽くまとめるにとどめておく(→参照)。現在ではほとんどの場合「ラジカル」、「遊離基」と呼ぶ。以上、語義の変遷は、おおかた右図のようにまとめられる。
以下この記事では、原子団たる基（group）について述べる。

## 概要
原子団に言及するときは、観点によって、ただの分子の部分構造の表象以上の文脈的意味を持つ（役割を含意する）複数の下位概念を使い分ける。
- 置換基
- 特性基
- 官能基

このうち2つ以上で指され得る原子団もあり、いずれかにしか該当しない原子団もある。

「置換基」は化合物の系統あるいは命名を考える際の部分構造であり、母体化合物（あるいは母核、親化合物）と対になって使用される概念である。化合物の系統を単純な構造の化合物から複雑な構造の化合物へと系統づけるため、共通する構造を母体と呼び、相異なる部分を置換基と呼ぶ。母体化合物が単独で存在するときにはひとつの原子（実際には水素）で占められている箇所を、置換基が置き換えたと考えるのである。特定の種類の母体化合物を各種の置換基で置換してできる一連の化合物群を、その母体化合物の誘導体という。

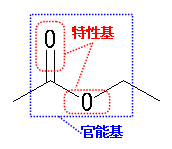
根拠となる本文該当箇所要検証

「特性基」は、化合物を形式的に特徴づけるものとしての原子団を意味する単純な概念である。単一の特性基または複数の特性基の組み合わせで官能基が構成される。特性基の概念は、IUPAC命名法や化学反応機構を説明する場面で使用される例が多い。IUPAC命名法では、化合物の“端”に位置する、つまり1価の原子団の形で定義され、また炭化水素基は含まない。

「官能基」は物質の化学的属性や化学反応性に着目した概念で、官能基というときにはそれぞれに固有の物性や化学反応性が想定されている。言い換えれば、官能基は化合物に特定の化学的な性質を与える役割を果たす。よって置換基と違い、副鎖として炭素骨格と一体化してしまう炭化水素基は含まないことがあるが、定義には揺れがあり、実際には置換基とほとんど同義的に用いられることも多い。また、2価以上の原子団で化合物の「中」に位置する「結合」類も含む。なお、官能基の「官能」とは、もともと生物の諸器官の機能を意味する。
ただし、これらの用語の定義は各方面でまちまちであり、上に示したものと異なる定義を採用している（と思われる）文書も散見される。

## シンボルの解説
- R：一般的にR-(置換基)と使用されるプレースホルダー記号で、実際には水素や炭化水素などである。Rという字は、「radical」、あるいは「residue」とそれに対応するドイツ語「Rest」(残り)を由来とし、1844年にシャルル・ジェラールが使用したのが始まりである[2]。
- X：多くの場合、ハロゲン化物のような負の電荷を持った置換基を表すために使用される[3][4]。

## ラジカルという呼称
置換基Ｒが「ラジカル(radical)」として呼ばれていた名残は「フリーラジカル(free radical)」という語に見られる。このような意味でのラジカルと、不対電子を持ち、置換基に結合していない化学種を区別するため、「置換基が何もついていない(free)」という意味で「フリーラジカル」と呼ばれていた。
しかし、現在はＲのことをラジカルとは呼ばず、代わりに置換基や基と呼称するため、不対電子を持つ化合物のことをもはや"フリー"ラジカルと呼ぶ必要がない。したがって、「ラジカル」は今や一義的な語である。ただし、一義性の獲得後も、その歴史的経緯から敢えて強調するために、未だ「フリーラジカル」という言葉を使用する者が存在する。一方で、厳密な化学的見識を必ずしも要しない分野や、製品の謳い文句の中には誤用も見られる。実際、活性酸素と混同されがちであるが別の概念である。

## 特性基の一覧
主な特性基を次に示す。
- アルキル - 脂肪族化合物(CnH2n+1)
- ハロゲン - ハロゲン化合物 (-Cl, -Br, -I, -F)
- ヒドロキシ - ヒドロキシ化合物 (-OH)
- アミノ - アミノ化合物 (-NH2)
- イミノ - イミノ化合物 (=NH)
- N-オキシド - N-オキシド化合物 (N→O)
- N-ヒドロキシ - ヒドロキシアミン化合物 (-NH-OH)
- ニトロ - ニトロ化合物 (-NO2)
- ニトロソ - ニトロソ化合物 (-NO)
- アゾ - アゾ化合物 (-N=N-)
- ジアゾ - ジアゾ化合物 (-N+≡N)
- アジド - アジ化物 (-N3)
- オキシ,エポキシ - オキソ化合物、エーテル化合物 (-O-)
- オキソ - オキソ化合物 (=O)
- カルボニル - エステル化合物、カルボン酸化合物 (-CO-)
- フェニル - 芳香族化合物
- ホスフィノ - リン化合物
- チオ - スルフィド化合物 (-S-)
- S-オキシド (S→O)
- チオキシ (=S)

## 官能基の一覧
特性基一覧で述べた物を除き、主な官能基を次に示す。
- ヒドロキシ基 - アルコール - ヒドロキシ化合物
  - ポリオール
- ヒドロキシ基 - フェノール - ヒドロキシ化合物
  - ポリフェノール
- ペルオキシ - ペルオキシ化合物
- ケトン- カルボニル化合物
  - アシル基 - カルボニル化合物
    - アセチル基 - カルボニル化合物

  - エノール
  - エナミン
- ホルミル基 - アルデヒド - カルボニル化合物
- ベンゾイル基 - 芳香族化合物
- アセタール
- ヘミアセタール
- カルボキシ基 - カルボン酸
  - 酸無水物 - （カルボン）酸誘導体
  - 酸ハロゲン化物 - （カルボン）酸誘導体
  - 酸ヒドラゾン - （カルボン）酸誘導体
  - 酸アジド - （カルボン）酸誘導体
  - 過酸
  - エステル - （カルボン）酸誘導体
    - チオエステル
    - 硝酸エステル
    - リン酸エステル

  - アミド - （カルボン）酸誘導体
    - チオアミド

  - イミド - （カルボン）酸誘導体
    - アミジン

  - シアノ - カルボン酸誘導体
- オキシム
- チオール
  - スルフィド
  - ジスルフィド
- スルホン酸
  - スルフェン酸
- ウレア - 尿素 
  - ウレタン - 尿素誘導体
  - グアニジン
  - チオ尿素
- イソニトリル (-NC)
- アレン (>C=C=C<)
  - ケテン (-C=C=O)
  - ジイミド (-N=C=N-)
  - イソシアネート (-N=C=O)
  - イソチオシアネート (-N=C=S)
- カルボニル基
- アミノ基
- イミノ基
- シアノ基
- アゾ基
- アジ基
- チオール基
- スルホ基
- ニトロ基
- エーテル結合
- エステル結合
- アミド結合
- ウレタン結合

## 置換基の一覧
特性基・官能基で述べたものを除き、主な置換基を次に示す。
- アルキル基
  - ビニル基
  - アリル基
- アリール基
  - フェニル基
  - ナフチル基
- アラアルキル基
  - ベンジル基
- シクロアルキル基
- アルコキシ基
  - メトキシ基
  - エトキシ基

## 母体化合物
- アルカン - （脂式）飽和直鎖化合物
  - アルケン - 不飽和直鎖化合物
  - アルキン - 不飽和直鎖化合物
- シクロアルカン - （脂式）飽和環状化合物
- アリール - 芳香族化合物
- ヘテロアリール（ドイツ語版） - 複素芳香族化合物
- 架橋化合物
- 縮(合)環化合物